# Rafael Yzquierdo
Rafael Yzquierdo Vivas
(Navotas,(Filipinas), 7 de junio de 1885 - Barcelona, 19 de agosto de 1952). Segundo de los cuatro hijos del funcionario Mariano Yzquierdo González de Seoane (Málaga 1847-Barcelona 1919) y Carmen Vivas Flores (Manila 1856 - Barcelona 1924).
Empezó los estudios de Derecho, que abandonó debido a sus inclinaciones artísticas, el canto y las artes plásticas. Estudió Bellas artes en la Real Academia de Bellas Artes de San Carlos en Valencia y, durante unos años se dedicó al teatro con una pequeña compañía, Los Hispania, junto con su esposa Ana Jacob Goñi.
Como cantante, Rafael Yzquierdo debutó en un papel de tenor en el Teatro Gran Via de Barcelona con la zarzuela Moros y Cristianos del compositor valenciano José Serrano Simeón ['La Vanguardia Miércoles 7 de junio de 1911']

## Familia
Fue padre de cinco hijas: Carmen (soprano), Ana, Rosina, Berta, y María (pintora).
Su hermano Mariano, instalado en Madrid, también fue pintor.
Su otro hermano, Manuel, conocido con el nombre artístico de Derkas, fue cantante de variedades y transformista. Manuel, al retirarse, fundó la casa Derkas, taller de disfraces y vestuario para teatro situado en el carrer Nou de la Rambla de Barcelona (anteriormente conocida como la calle Conde del Asalto), que cerró sus puertas a finales de la década de 1990.

## Obra
La obra pictórica de Rafael Yzquierdo fue muy reconocida en su época, cayó en el olvido tras la guerra civil española. Su estilo fue evolucionando hacia un gran realismo detallista, con temática costumbrista, seguramente influido por su afición a la fotografía y a sus trabajos como cartelista publicitario. Como cartelista realizó muchos encargos, entre otros, para las empresas Seix-Barral, Bassa i Pagès, Tabacalera, Cervezas El Turia o Chocolate San Fernando. Su estilo como cartelista se enmarca en la estética de la época, con figuras muy realistas realizadas con mucho detalle utilizando la técnica del aerógrafo.
- Óleo sobre tela 1924. 92x72

- Óleo sobre tela años 20. 98x79

- Óleo sobre tela años 20. 50x60

- Témpera sobre cartón 1933. 40x53

- Pau, amor i treball. Años 30

## Exposiciones
- Barcelona, Sala Maragall, noviembre de 1926. Exposición de pinturas de Rafael Yzquierdo y esculturas de Domingo Aragonés. Expone más de dieciséis obras, entre las cuales el tríptico Ninfas y sátiros.
- Barcelona, Sala Maragall, noviembre de 1927. Exposición de pinturas de Rafael Yzquierdo.
- Barcelona, Galerías Domingo, noviembre-diciembre de 1941. Exposición de pinturas de Rafael Yzquierdo. Treinta y ocho obras.
- Barcelona, Galerías Layetanas, marzo-abril de 1947. Exposición de pinturas de Rafael Yzquierdo. Más de treinta obras.